# Ana María Rodríguez (escritora)
Ana María Rodríguez (Buenos Aires, 27 de febrero de 1958) es una escritora estadounidense que se especializa en la ciencia y la salud infantil. Su libro Edward Jenner: Conqueror of Smallpox (Edward Jenner: el conquistador de la viruela) fue incluido en el libro 2006 Best Books list of Science Books & Films (Mejores libros y películas científicos de 2006), una publicación de la Asociación Estadounidense para el Avance de la Ciencia.
A veces se escribe bajo el seudónimo de Mariana Relós.

## Biografía
Ana María Rodríguez nació el 27 de febrero de 1958 en la ciudad de Buenos Aires (capital de Argentina), y creció en la ciudad de Caracas (capital de Venezuela).
En 1979 obtuvo una licenciatura en Biología en la Universidad Simón Bolívar,
en 1982 una maestría en Biología en el Instituto Venezolano de Investigaciones Científicas y un Ph.D en Biología e Inmunología del Instituto Venezolano de Investigaciones Científicas.
En 1987 se mudó a Estados Unidos, donde realizó estudios posdoctorales en la Centro Médico Suroeste, dependiente de la Universidad de Texas en la ciudad de Dallas, y en la Centro Médico de la Universidad de Texas, en Galveston (estado de Texas).

## Carrera
Después de completar su educación, Rodríguez enseñó estudiantes universitarios y también trabajó como científica voluntaria en el programa infantil Ciencia por Correo, en el Museo de la Ciencia (en Boston.
En 1995 comenzó a tomar cursos por correspondencia de escritura para niños del Institute of Children’s Literature (Instituto de Literatura Infantil) en West Redding (estado de Connecticut).
En 1999 completó su segundo curso, y ese mismo año se dedicó a escribir a tiempo completo.
El primer artículo de Rodríguez, «The Kids Who Fought Smallpox» (‘Los niños que lucharon contra la viruela’), se publicó en la edición de mayo de 2000 de la revista Highlights for Children (‘lo más destacado para los niños’) con el seudónimo Mariana Relos. Ganó el premio al mejor artículo de Highlights.
En 2001, Rodríguez completó un tercer curso en el Instituto de Literatura Infantil, y en 2003 pasó a formar parte del cuerpo docente de la escuela.
Ese mismo año, publicó su primer libro para niños, Fires (‘incendios’). [3]

## Vida personal
Rodríguez vive con su esposo y sus dos hijos en Houston (estado de Texas).

## Obras publicadas
Ha escrito muchos libros:
el libro principal que ella editó fue en inglés, y se titula The children who fought smallpox, este relato nos habla de la familia real española en el siglo XIX.
- Fires – Great Disasters (192 págs.). Lucent Press, 2003. Greenhaven Press, 2004.[3]
- Edward Jenner: Conqueror of Smallpox. Enslow Publishers, 2006.[4]
- A Day in the Life of the Brain (111 págs.). Chelsea House, 2006.[5]
- Bicycles: Math in Motion. Pearson Learning, 2007.
- Get Fit!. Pearson Learning, 2007.
- Autism and Asperger Syndrome (128 págs.). Twentyfirst Century Books, 2008.[6]
- Secret of the sleepless whales... and more! (48 págs.). Enslow Publishers (Animal Secrets Revealed!), 2008.[7]
- Secret of the bloody hippo... and more! (48 págs.). Enslow Publishers (Animal Secrets Revealed!), 2008.[8]
- Secret of the puking penguins... and more! (48 págs.). Enslow Publishers (Animal Secrets Revealed!), 2008.[9]
- Secret of the suffocating slime trap... and more! (48 págs.). Enslow Publishers (Animal Secrets Revealed!), 2008.[10]
- Secret of the plant-killing ants... and more! (48 págs.). Enslow Publishers (Animal Secrets Revealed!), 2008.[11]
- Secret of the singing mice... and more! (48 págs.). Enslow Publishers, 2008.
- Autism Spectrum Disorders (128 págs.). Twentyfirst Century Books, 2011.[12]
- Polar bears, penguins and other misterious animals of the extreme cold. Enslow Publishers, 2012.[13]
- Austen, Jane [1813]: Pride and Prejudice (500 págs.). Ana María Rodríguez (traductora). Penguin Clásicos (Lifetime Library), junio de 2015.[14]
- Harmon, Choon-Ok Jade; y Ana María Rodríguez: Iron Butterfly, the eBook: Memoir of a Martial Arts Master (224 págs.). Pelican Publishing Company, 2011.[15]
- Harmon, Choon-Ok Jade; y Ana María Rodríguez: The Iron Butterfly (224 págs.). Pelican Publishing Company, 2011.[16]
- Leatherback Turtles, Giant Squids, and Other Mysterious Animals of the Deepest Seas (48 págs.). Enslow Publishers, 2012[17]
- Gray Foxes, Rattlesnakes, and Other Mysterious Animals of the Extreme Deserts (48 págs.). Enslow Publishers, 2012.[18]
- Vampire Bats, Giant Insects, and Other Mysterious Animals of the Darkest Caves (48 págs.). Enslow Publishers, 2012.[19]

Ana María ha publicado más de 80 artículos en revistas infantiles como
Highlights for Children,
Yes Mag: Canada’s Science Magazine for Kids,
KNOW,
SuperScience, y
Current Health.
Escribió 20 artículos en revistas científicas.

## Premios
Dos de sus libros han recibido un Premio de Honor de la School Librarians International (Asociación Internacional de Bibliotecarios de Escuelas),
uno en 2008, por Secret of the sleepless whales and more (‘el secreto de las ballenas insomnes, y más’),
y otro en 2009, por Secret of the puking penguins and more (‘el secreto de los pingüinos vomitadores, y más’).
Ganó el premio «Highlights for Children History Feature of the Year Award 2000» (premio al mejor artículo de la revista Highlights for Children). por su artículo «The kids who fought smallpox» (‘Los niños que lucharon contra la viruela’).